# Georg Dientzenhofer
Georg Dientzenhofer (* 1643 in Oberulpoint (Feilnbach); getauft 11. August 1643 in Au bei Aibling, Kurfürstentum Bayern; † 2. Februar 1689 in Waldsassen) war ein bedeutender deutscher Baumeister des süddeutschen und des böhmischen Barocks aus der Baumeisterfamilie Dientzenhofer.

## Herkunft und Werdegang

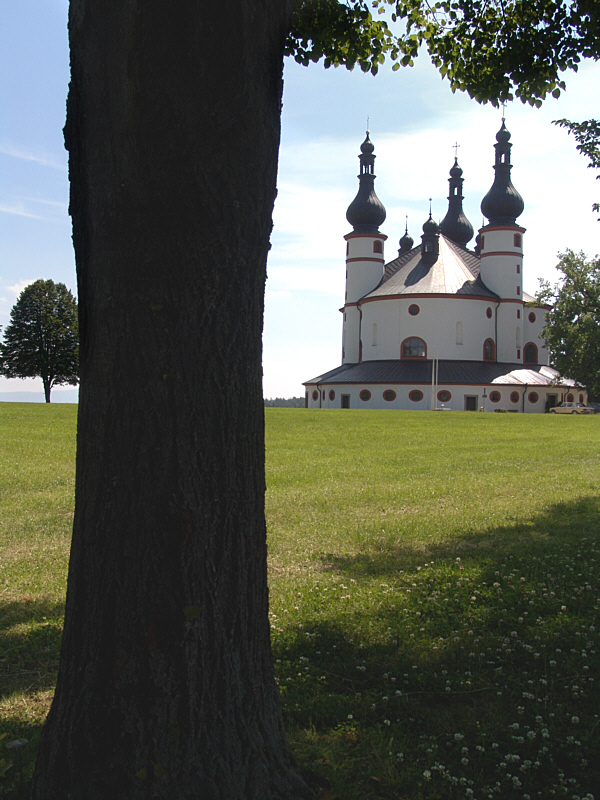
Georg Dientzenhofer: Die Kappl bei Waldsassen

Georg, der älteste Sohn von Georg Dientzenhofer und Barbara, geb. Thanner, verließ vermutlich  nach der Maurerlehre seine oberbayerische Heimat und ging auf der Walz nach Prag, wo in den Bauhütten von Abraham Leuthner, Carlo Lurago und anderen Baumeistern reichlich Arbeit vorhanden war. 
Am 13. Februar 1677 ist er als „Georg Pinzenhover“ zum ersten Mal auf der Prager Kleinseite nachgewiesen als Zeuge bei einer Taufe in der St.-Thomas-Kirche. Um das Kleinseitner Bürgerrecht zu erwerben, erhielt er 1679 vom Pfleggericht Aibling einen Geburts- und Weglaßbrief. Auch seine Brüder Wolfgang, Christoph, Leonhard und Johann, die alle das Maurerhandwerk erlernten, sind für 1678 in Prag nachgewiesen, als sie in diesem Jahr an der Hochzeit ihrer Schwester Anna mit Wolfgang Leuthner – einem Verwandten des Baumeisters Abraham Leuthner – als Trauzeugen anwesend waren. 
1682 übersiedelte Georg mit der Baugesellschaft Abraham Leuthners als Polier und verantwortlicher Bauleiter in das oberpfälzische Waldsassen, wo ein Neubau der Klosteranlage und der Stiftsbasilika errichtet werden sollte und zeitweise auch seine Brüder Leonhard und Christoph beschäftigt waren. 
Mit Zustimmung und Unterstützung des Waldsassener Abtes konnte er zeitgleich weitere Bauobjekte bearbeiten:
- In der Nähe von Waldsassen erbaute er für die Jesuiten nach eigenen Plänen und in eigener Regie die berühmte Wallfahrtskirche Kappl, die sein Meisterwerk wurde.
- Amberg: Pläne für das Jesuitenkolleg, das von Wolfgang Dientzenhofer fertiggestellt wurde.
- Bamberg: Pläne für St. Martin, die Leonhard Dientzenhofer ausführte.
- Trautmannshofen: Die Wallfahrtskirche Mariä Namen wurde nach Plänen von Leonhard Dientzenhofer unter der Leitung von Georg Dientzenhofer gebaut und nach dessen Tod von Wolfgang Dientzenhofer fertiggestellt.

## Familie
Am 25. August 1682 heiratete Georg Dientzenhofer die Metzgermeisterstochter Maria Elisabeth Hager aus Waldsassen und erwarb 1683 das Bürgerrecht von Amberg, das damals Hauptstadt der kurbairischen Oberpfalz war. Zwischen 1683 und 1688 wurden drei Töchter und ein Sohn geboren.  
Durch seinen frühen Tod konnte Georg Dientzenhofer die Vollendung seiner Bauwerke nicht mehr erleben. Im Alter von nur 46 Jahren starb er in Waldsassen als Hofarchitekt und Hofbaumeister.